# 2raumwohnung
2raumwohnung er en tysk popduo der fandt sammen i 2000 i Berlin. Medlemmerne er den tidligere sanger fra gruppen Neonbabies, Inga Humpe, og Tommi Eckart.
Gruppen blev dannet da Humpe og Eckart, under navnet 2raumwohnung, skrev sangen Wir trafen uns in einem Garten til en reklame for den østtyske cigaretproducent Cabinet. Da sangen gik ind på top 100 på den tyske pophitliste, blev der følgende produceret et album i fuld længde, Kommt zusammen. Gruppens single 2 von Millionen von Sternen blev brugt i en introduktionsreklame for Euroen af HypoVereinsbank.
I 2003 vandt deres andet album In wirklich den tyske Dance Award for bedste album. Det tredje album Melancholisch schön blev udgivet i juni 2005, og det fjerde 36 Grad fulgte i februar 2007.

## Diskografi
- 2001: Kommt zusammen
- 2002: Kommt zusammen (Remix-Album)
- 2002: In wirklich
- 2004: Es wird Morgen
- 2005: Melancholisch schön
- 2007: 36 Grad
- 2007: 36 Grad (Remix-Album)
- 2009: Lasso

### Singler
- 2000: "Wir trafen uns in einem Garten"
- 2001: "Kommt zusammen"
- 2001: "Nimm mich mit – Das Abenteuer Liebe"
- 2002: "2 von Millionen Sternen"
- 2002: "Ich und Elaine"
- 2003: "Freie Liebe"
- 2004: "Spiel mit"
- 2004: "Es wird morgen"
- 2004: "Wir sind die anderen"
- 2005: "Sasha (Sex Secret)"
- 2005: "Melancholisch Schon"
- 2007: "Besser Gehts Nicht"
- 2007: "36 Grad"
- 2007: "Mir kann nichts passieren"
- 2009: "Wir werden sehen"